# 佩斯科兰恰诺
佩斯科兰恰诺（義大利語：Pescolanciano），是意大利伊塞尔尼亚省的一个市镇。总面积33平方公里，人口906人，人口密度27.5人/平方公里（2009年）。ISTAT代码为094032。